# Jawa 250 typ 353

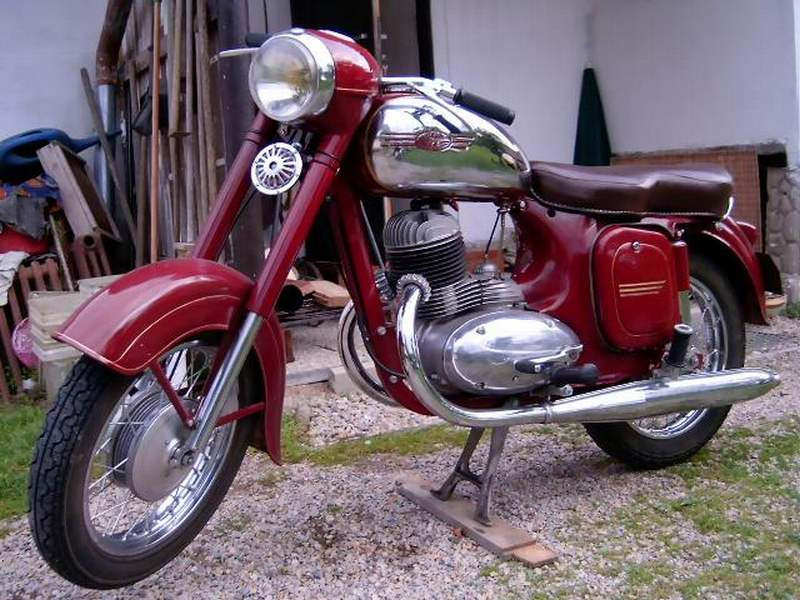
353/04

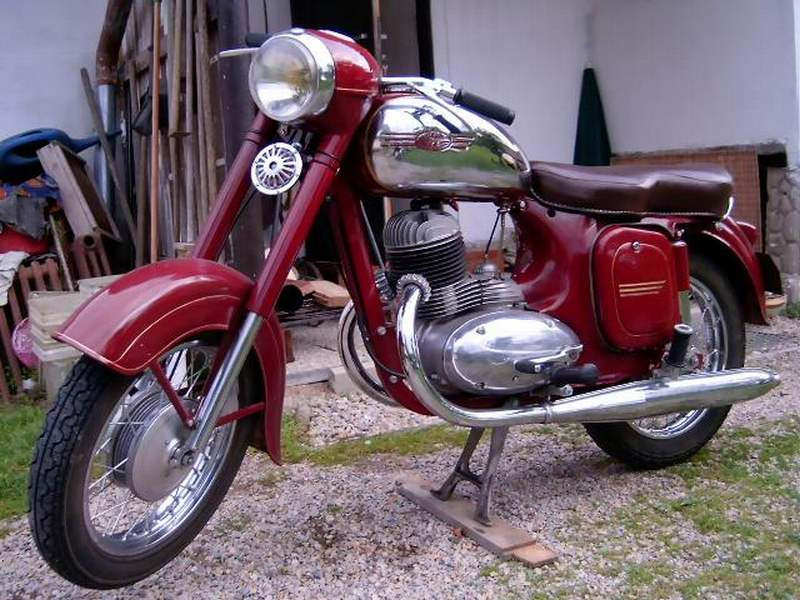
353/04

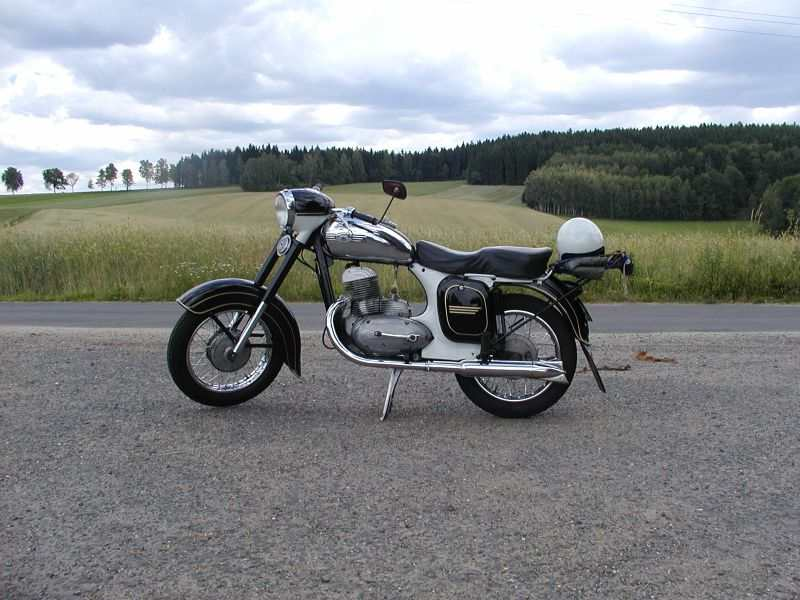
353/03 wersja eksportowa

Jawa 250 typ 353 – motocykl firmy Jawa klasy 250 cm³, produkowany w latach 1953–1965. Potocznie nazywany kývačka.
Po raz pierwszy konstrukcja została pokazana publiczności w 1953 roku, była następcą Jawy Perak typ 11. Początkowo zastosowano nie poddany modyfikacjom silnik poprzedniczki o mocy 9 KM, lecz po dwóch latach zdecydowano się zwiększyć moc do 12 KM (typ 353/03). W pierwszych latach produkcji motocykle wyposażone były w stacyjkę z amperomierzem umieszczoną na zbiorniku paliwa, tłumiki typu „rybka”, gaźnik Jikov 2924H. W marcu 1959 roku zostały one zastąpione przez stacyjkę umieszczoną w osłonie lampy, tłumiki typu „cygaro”, gaźnik Jikov 2926 Monoblok (w wersji przejściowej Jikov 2926 TR) z dużym poliamidowym filtrem powietrza i zakrywającymi go osłonami ramy.
Głębokie, długie błotniki zapewniały ochronę przed błotem i wodą, a puszka narzędziowa miała pojemność wystarczający na podstawowy zestaw kluczy. Napęd był zaopatrzony w mechanizm rozłączający sprzęgło przy zmianie biegów, co pozwalało nie używać ręcznej dźwigni sprzęgła. Charakterystyczne dla tych silników było również wykorzystanie jednej dźwigni do przełączania biegów i do rozruchu – po podniesieniu jej do pozycji pionowej. Początkowo wahacze smarowane były smarem poprzez smarowniczkę, następnie przystosowano je do smarowania za pomocą oleju ze skrzyni biegów doprowadzanego specjalną rurką. Motocykl podczas jazdy po szosie zachowywał się prawidłowo, lecz przy jeździe w terenie miał duże skłonności do uślizgów kół.
Produkcję modelu 353/04 zakończono w roku 1962.  Późniejsze wersje (typ 559, potocznie panelka) były bardzo do niego zbliżone wyglądem, a jednostka napędowa była jedynie nieznacznie zmieniana do lat 70. XX w., do czasu pojawienia się modelu 623 („Bizon”), w którym zastosowano silnik dwucylindrowy.
Większość motocykli produkowana była w kolorze wiśniowym ze złotymi szparunkami, jednak w wersji eksportowanej do Niemiec wykonywano również malowanie czarno-szare ze złotymi szparunkami.

## Dane techniczne
- Silnik: jednocylindrowy, dwusuwowy chłodzony powietrzem. Średnica cylindra 65 mm. Skok tłoka 75 mm. Pojemność skokowa 248,5 cm3. Stopień sprężania 6,6:1. Moc 12 KM. Korbowód z ułożyskowaniem stopy łożyskiem rolkowym. Głowica wykonana ze stopu lekkiego, a cylinder z żeliwa. Smarowanie mieszanką o zawartości oleju w stosunku 1:25.
- Instalacja elektryczna: Zapłon bateryjny, cewka umieszczone pod zbiornikiem paliwa. Prądnica prądu stałego o mocy 45 watów z regulatorem napięcia i wyłącznikiem samoczynnym umieszczona na wale silnika z prawej strony. Akumulator 6 V 14 Ah. Amperomierz dwukierunkowy umieszczony w stacyjce na zbiorniku paliwa. Świece zapłonowe z gwintem 14 × 1,25 o wartości cieplnej 225 według Boscha. Światło „stop” połączone z dźwignią hamulca koła tylnego.
- Sprzęgło: wielotarczowe, korkowe, pracujące w kąpieli olejowej posiada (oprócz normalnego ręcznego) automatyczny wyłącznik uruchamiany przez naciśnięcie dźwigni zmiany biegów.
- Skrzynia biegów: czteroprzekładniowa, zblokowana z silnikiem. Zmiana biegów nożną dźwignią umieszczoną z lewej strony motocykla. Wskaźnik biegu jałowego w postaci lampki kontrolnej umieszczony w stacyjce na zbiorniku paliwa. Przełożenia całkowite na poszczególnych biegach: I bieg – 15,668; II bieg – 8,759; III bieg – 6,265; IV bieg – 4,928. Przełożenia skrzyni biegów: I bieg – 3,166; II bieg – 1,769; III bieg – 1,266; IV bieg – 1. Pozycje dźwigni zmiany biegów: I bieg do góry luz, II, III i IV w dół. Przeniesienie napędu: Wał silnika – sprzęgło, łańcuchem jednorzędowym 3/8” × 3/8” – 60 ogniw, pracującym w kąpieli olejowej. Skrzynia biegów – tylne koło, łańcuchem 1/2” × 5/16” (119 +1 ogniw) w szczelnej obudowie. Napęd szybkościomierza od wałka skrzyni biegów.
- Podwozie: Rama zamknięta, pojedyncza, wykonana z rur stalowych o przekroju prostokątnym. Resorowanie koła przedniego teleskopowe z tłumieniem olejowym o skoku 130 mm (w nowym modelu 150 mm), tylnego koła na wahaczu i dwóch amortyzatorach z tłumieniem olejowym o skoku 100 mm.
- Koła: Wymienne, 36-szprychowe, obręcze stalowe 1.85B × 16, osie przetykowe. Wymiar ogumienia koła przedniego i tylnego 3,25 × 16.
- Hamulce: pełnopiastowe o średnicy 160 mm i szerokości okładzin 35mm. Powierzchnia całkowita okładzin ciernych 98cm² w każdym kole.
- Zbiornik paliwa: prasowany z blachy stalowej o pojemności 13 litrów. Kran zbiornika umożliwia korzystanie z zapasu paliwa. W zbiornik wbudowana jest stacyjka z przełącznikiem i amperomierzem.
- Wymiary zewnętrzne: Najmniejszy promień skrętu (pozycja pionowa) w prawo 2120 mm, w lewo 2620 mm.
- Masa motocykla bez paliwa: 132 kg. Stosunek masy do mocy silnika bez obciążenia: 11,8 kg/KM, z pełnym obciążeniem:  25,2 kg/KM. Rozkład masy na oś przednią motocykla: 100 kg, na oś tylną motocykla: 202 kg.
- Prędkość maksymalna: 105 km/h